# Geschichte der unglücklichen Frau mit dem Bettler
Geschichte der unglücklichen Frau mit dem Bettler ist ein orientalisches Märchen aus den Geschichten aus Tausendundeiner Nacht. Sie wird in der Arabian Nights Encyclopedia als ANE 95 gelistet (→ Tausendundeine Nacht – Liste der Geschichten).
In der Kurzgeschichte wird eine Frau für eine gute Tat bestraft und am Ende doch entlohnt.

## Handlung
Einst verbot ein König seinen Untertanen Almosen zu geben und ließ jedem, der diesem Verbot zuwiderhandelte, die Hand abschneiden, so dass niemand mehr es wagte, den Armen etwas zu schenken. Eines Abends kam ein hungriger Bettler zu einer Frau und bat um ein Almosen. Nachdem der Bettler sie bei Gott beschworen hatte, gab die Frau ihren anfänglichem Widerstand auf und schenkte dem Bettler die von ihm gewünschten zwei Laibe Brot. Als der König davon erfuhr, ließ er der Frau beide Hände abschneiden.
Nach einiger Zeit bat der König seine Mutter, ihm eine schöne Frau auszuwählen, und sie empfahl ihm eine wunderschöne Frau aus der Nachbarschaft, die jedoch beide Hände verloren hatte. Gleichwohl war der König so von ihr angezogen, dass er sie heiratete. Später jedoch verstieß er die Frau, da seine Nebenfrauen gegen sie beim König intrigierten. Ihr Unglück beweinend, wanderte die Verstoßene mit ihrem Kind auf dem Arm in der Wüste umher. Als sie zu einem Bach gelangte, um zu trinken, fiel das Kind in den Bach, und sie konnte es nicht retten. Da kamen zwei Männer vorbei und fragten, warum sie weine, woraufhin sie erklärte, dass ihr Kind ins Wasser gefallen war, woraufhin die Männer anboten es zu retten. Da beteten die Männer zu Gott, und das Kind kam unverletzt aus dem Wasser. Ebenso fragten die Männer, ob die Frau ihre Hände wiederhaben wolle; woraufhin der Frau neue, noch schönere Hände wuchsen. Die Männer erklärten, dass sie die zwei Laibe Brot seien, die die Frau einst dem Bettler gegeben hatte und das Gott ihr für diese gute Tat der Frau ihre Hände und ihr Kind zurückgab. Sie dankte Gott und setzte ihren Weg getröstet fort.

## Hintergrund
Die Geschichte findet sich in den ägyptischen Handschriften (Bulaq I) und den frühen Druckfassungen von Tausendundeine Nacht, auch der Breslauer Ausgabe. Auf die Kalkutta-II-Edition griffen für ihre Übersetzungen Richard Francis Burton und Enno Littmann zurück.

## Ausgaben
- Richard Francis Burton: Arabian Nights, Burton Club, 1900 (Erstausgabe 1885–1888), Band 4, S. 281–283.
- Gustav Weil: Tausend und eine Nacht – Arabische Erzählungen, Karl Müller Verlag, Erlangen 1984 (Erstausgabe 1839, insb. Breslauer Edition und Bulaq-Edition), Band 4, S. 44f.
- Enno Littmann: Die Erzählungen aus den tausendundein Nächten, Insel Verlag, Frankfurt 1968 (Erstausgabe 1922–1928, Kalkutta-II-Edition), Band 3, S. 326–328.